# 塔马里斯德坎波斯
塔马里斯德坎波斯，是西班牙卡斯蒂利亚-莱昂巴利亚多利德省的一个市镇。总面积38平方公里，总人口102人（2001年），人口密度3人/平方公里。